# Śródmieście (Bydgoszcz)

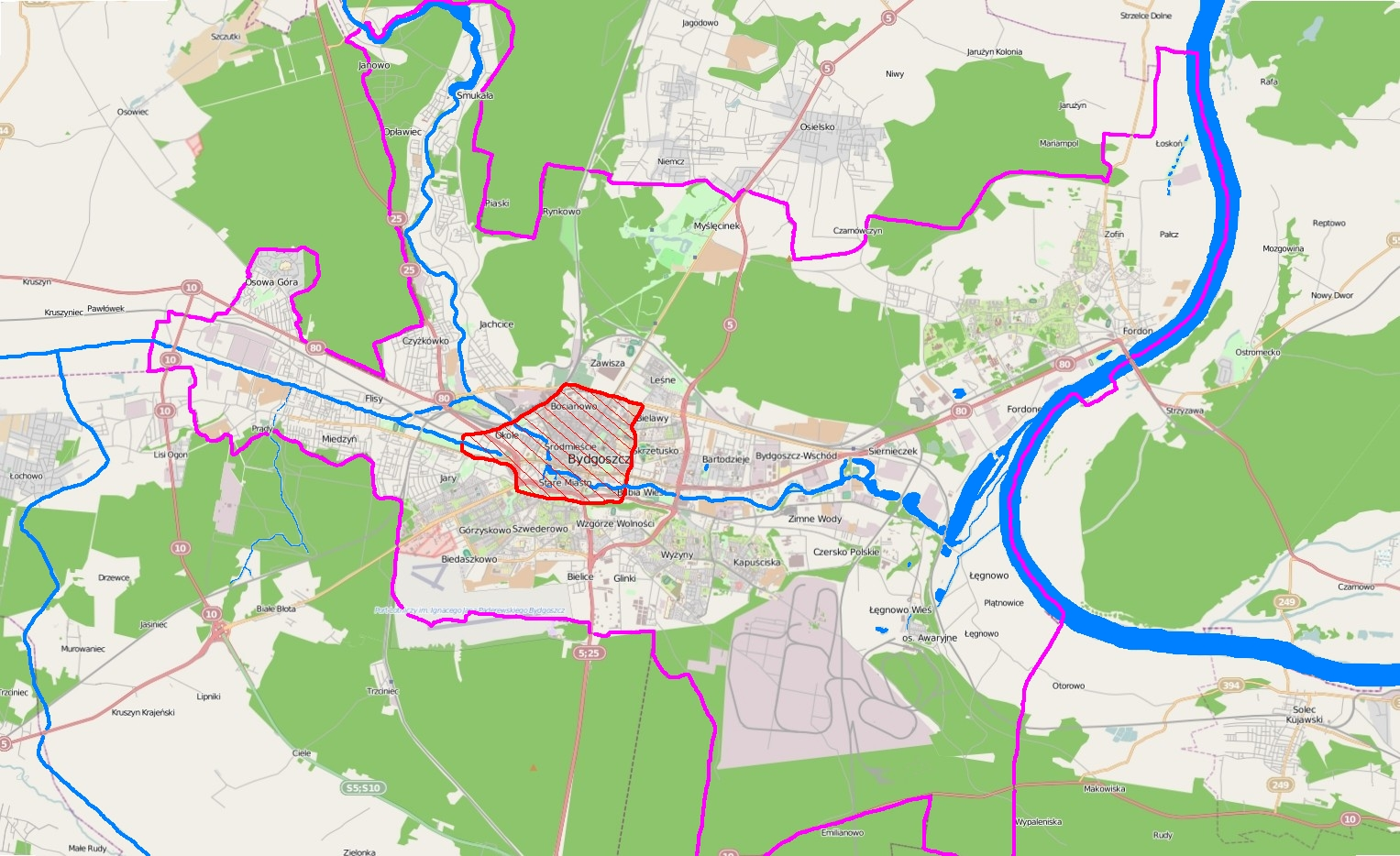
Położenie bydgoskiego Śródmieścia

Śródmieście – historycznie ukształtowana centralna dzielnica Bydgoszczy, której osią jest ulica Gdańska. W opracowaniach miejskich definiuje się ponadto tzw. strefę śródmiejską, która obejmuje obszar o powierzchni 542 ha, ograniczony ulicami: Artyleryjską i Kamienną od północy, tzw. Zboczem Bydgoskim (krawędzią pradoliny) od południa, ulicą Ogińskiego i Sułkowskiego od wschodu oraz ulicą Zygmunta Augusta, Czarna Droga, Kruszwicką od zachodu.
Jest to centralna część miasta, o zwartej zabudowie i znaczącym udziale budynków wartościowych historycznie w większości z II połowy XIX i początku XX wieku. Stanowi obszar koncentracji funkcji usługowych i administracyjnych o znaczeniu ogólnomiejskim i regionalnym.

## Położenie i podział
Głównymi osiami Śródmieścia są ulice Gdańska, Dworcowa, oraz Aleja Mickiewicza. Zachodnie, peryferyjne rubieże Śródmieścia wkraczają na obszary położone nad Kanałem Bydgoskim (dzielnica Wilczak oraz Okole).
W strefie śródmiejskiej wyróżniają się dwa obszary:
- Stare Miasto – rozlokowane wzdłuż Brdy. Posiada ono średniowieczne rozplanowanie. Mimo że zostało ono w znacznym stopniu przebudowane w XIX i na pocz. XX w., zawiera w sobie również relikty średniowiecznej przeszłości miasta.
- Nowe Miasto – nazywane także Śródmieściem. Większość budynków na tym obszarze wzniesiono w latach 1865–1915, które nawiązują do stylu klasycystycznego i modernizmu – najczęściej są to budowle eklektyczne i neobarokowe. Niektóre uliczki zabudowano kamienicami w stylu secesyjnym, od których wziął swą nazwę cały ten obszar, zwany „secesją bydgoską”.

Zachodnia część Śródmieścia – tzw. dzielnica kolejowa – jest zwarta, z małym udziałem zieleni. Jej lokalnym centrum jest Plac Piastowski z neobarokowym kościołem.
Część wschodnią wzniesiono uwzględniając nowe trendy w architekturze końca XIX w. – koncepcję miast-ogrodów Ebenezera Howarda (1850–1928). We wdrażaniu na ziemiach polskich tej nowej koncepcji Bydgoszcz była pionierem razem z Poznaniem. Wschodnie kwartały Śródmieścia zaprojektował według tej koncepcji urbanista Hermann Joseph Stubben (1845–1936) – autor planów zabudowy największych ówczesnych metropolii europejskich. Wschodnie Śródmieście stało się miejscem lokalizacji wielu placówek kulturalnych i oświatowych oraz największej miejskiej świątyni w formie panteonu rzymskiego (Bazyliki). Nazywane jest często „dzielnicą muzyczną” lub „dzielnicą willową”
We wschodniej części Śródmieścia, jak również w rejonie Starego Miasta, dużą rolę pełnią tereny zielone. Rozwój parków, skwerów, alei i bulwarów, umiejętnie wkomponowanych w zabudowę spowodował, że w I połowie XX wieku Bydgoszcz uznawano za jedno z najbardziej zielonych miast w Polsce. Wiąże się z tym wykorzystanie walorów naturalnych – nie tylko rzeki Brdy, ale również wzgórz. Np od południa Śródmieście ograniczone jest wysokim zboczem pradoliny Brdy-Wisły, wzdłuż którego poprowadzono Aleję Górską, umożliwiając obserwację miasta z góry.

## Historia

### Miasto lokacyjne
Pierwszym etapem rozwoju starej Bydgoszczy było miasto lokacyjne Kazmierza Wielkiego, wytyczone w 1346. Obejmowało ono ok. 300 działek budowlanych i ze wszystkich stron było otoczone ciekami wodnymi (rzeką Brdą oraz fosami). Od strony południowej miasto było otoczone ceglanym murem obronnym z trzema bramami i czterema basztami.

### Nowe kierunki urbanizacji w I połowie XIX wieku
Nowy okres rozwoju Śródmieścia przypada na XIX wiek, w którym Bydgoszcz zanotowała najwyższy rozwój w swojej historii. W latach 30. XIX wieku urbanizacja wkroczyła na dwa przeciwstawne obszary. Na południu wytyczono w 1838 Nowy Rynek, gdzie usytuowano sąd i więzienie, a w 1848 zbudowano (czasową) siedzibę dla Dyrekcji Kolei Wschodniej. Na północy w latach 1834–1836 powstał gmach rejencji, co zapoczątkowało rozwój tej części miasta zakończony jego przekształceniem w końcu XIX w. na nowe miejskie centrum administracyjno-oświatowe.
Nowe perspektywy dla zabudowy rozległych obszarów dzisiejszego Śródmieścia przyniosło usytuowanie na Bocianowie w 1851 r. dworca kolejowego. Wobec tego ekspansja miasta w okresie industrializacji wkroczyła na tereny na północ od dawnego miasta lokacyjnego.

### Ukształtowanie osi Śródmieścia oraz rozwój dzielnicy „kolejowej”
Na części nowo włączonego w granice administracyjne miasta terenu (łączącego dworzec z przedmieściem gdańskim) w 1853 rozplanowano według projektu mierniczego rejencyjnego Friedricha W. Sturmhoefela dwie nowe dzielnice mieszkaniowe, nazwane na cześć ówczesnego króla pruskiego Fryderyka Wilhelma (IV i jego małżonki):
- Friedrich Wilhelm Stadt – bezpośrednio w pobliżu dworca,
- Elisabeth Stadt – sięgająca zaplecza ul. Gdańskiej.

Plany urbanistyczne opierały się na klasycznej (jeszcze z czasów rzymskich) koncepcji prostopadłej siatki ulic z równomiernym podziałem parceli. Dwie dzielnice miały wspólny plac targowy (Elisabethmarkt, Plac Piastowski) oraz plac sakralny (dawny cmentarz, Plac Zbawiciela, w 1861 przeznaczony pod zabudowę sakralną). Około 1870 obszar podzielono na parcele, a zabudowa trwała od 1870 do 1900 (szczególne nasilenie w latach 90. XIX w.). Na początku XX w. była ona tylko fragmentarycznie uzupełniana i wymieniana. Ostatecznie zdominowały ten teren wielorodzinne kamienice czynszowe, głównie eklektyczne; neorenesansowe, neomanierystyczne czy neobarokowe.
Osiami kompozycyjnymi nowych dzielnic zostały dzisiejsze ulice Warszawska i Śniadeckich, z których ostatnią doprowadzono aż do ul. Gdańskiej. Pierwszym kościołem w Śródmieściu (1865) był niewielki, neogotycki zbór irwingianów przy dzisiejszej ul. Śniadeckich 36 (ob. kościół polskokatolicki pw. Zmartwychwstania Pańskiego). Później zbudowano kościoły na Placu Zbawiciela (1897) i Elżbietańskim (piastowskim, 1913) oraz zbór baptystów (1883) przy ul. Pomorskiej 41 (ob. kościół ewangelicko-metodystyczny) zamykający perspektywę ul. Cieszkowskiego.
W zachodnim Śródmieściu mieszkali zwłaszcza pracownicy kolejowi, drobni urzędnicy, nauczyciele oraz robotnicy warsztatów kolejowych. Przy ul. Dworcowej 82 powstała szkoła elementarna dla mieszkańców tych dwu dzielnic.
Na obszarze dzielnicy „kolejowej” znajduje się kilka dzieł wybitnych bydgoskich i berlińskich architektów (np. Święcickiego, Weidnera). Najbardziej okazałym budynkiem jest gmach dawnej Królewskiej Dyrekcji Kolei Wschodniej (1886–1888).

### Grodztwo – nowe miejskie centrum administracyjne i oświatowe
Budowa w latach 1834-1836 gmachu rejencji (przy dzisiejszej ulicy Jagiellońskiej) zapoczątkowała przekształcenie dawnego folwarku Grodztwo (dawn. Grostwo lub Hempelfeld; obszar między ul. Gdańską, 3 Maja, Brdą i Krasińskiego) w dzielnicę administracyjną, w której budowano nowe budynki municypalne, oświatowe i kulturalne.
W 1840 wzdłuż dawnego traktu do Fordonu wytyczono ul. Jagiellońską, w 1870–1872 przez pierwszy most żelazny na Brdzie ul. Bernardyńską uzyskano połączenie ze Zbożowym Rynkiem.
Na obszarze Grodztwa powstały kolejno:
- 1850–1852 – szpital w narożniku 3 Maja i Jagiellońskiej
- 1854 – Plac Wolności (Weltzienplatz). Służył on paradom wojskowym; w 1872–1876 wybudowano na nim kościół ewangelicki oraz Królewskie Gimnazjum przeniesione z dawnego kolegium jezuickiego (1875–77)
- 1870–1872 – budynek Prowincjonalnego Zakładu dla Niewidomych (Provinzial-Blinden-Anstalt; obecnie K-PSOSW im.  L. Braille'a) w narożniku ulic Reja i Krasińskiego
- 1874–1876 – budynek Prowincjonalnego Zakładu dla Głuchoniemych (Provinzial-Taubstummen-Anstalt) przy ulicy Reja
- 1883–1899 – gmach Poczty Głównej (w narożu ulic Jagiellońskiej i Druckiego-Lubeckiego / oraz nieistniejącej Pocztowej)
- 1863–1864 – budynek Banku Królewskiego (Kaiserliche Reichsbankstelle, obecnie NBP), w narożu ulic Jagiellońskiej i Druckiego-Lubeckiego
- 1872 – Miejska Szkoła Męska (Jagiellońska 8)
- 1875–1878 – Miejska Szkoła Żeńska (Konarskiego 2–4, późniejsze Liceum Plastyczne)
- 1882–1884 – Miejska Wyższa Szkoła dla Dziewcząt (Konarskiego, późniejsze Technikum Gastronomiczne)
- 1895 – Teatr Miejski (obecnie Plac Teatralny)

Obszar Grodztwa włączono w granice administracyjne Bydgoszczy w 1859 roku. 3 grudnia 1867 r. nastąpiło następne urzędowe włączenie przedmieść Grodztwo.

### Rozwój zabudowy mieszkaniowej na przedmieściach przemysłowych
Industrializacja Bydgoszczy w II poł. XIX w. spowodowała rozwój zabudowy mieszkaniowej na ówczesnych przedmieściach miasta. Rozwój dotyczył w szczególności osiedli: Wilczaka i Okola, które otrzymały połączenie z dworcem kolejowym przez ceglany most nad Brdą już w 1851.
Gminy te w XIX wieku zamieszkiwała głównie ludność polska. Zachowały się relikty XIX-wiecznej zabudowy: kamienice czynszowe oraz (na Okolu) gmachy oświaty i świątynie.
Na terenie starej gazowni zlokalizowano rzeźnię miejską, bocznice kolejowe i targowisko.
Zabudowa rozwijała się również na Szwederowie, które zachowywało polski charakter narodowościowy.
Bielawy stały się przedmieściem urzędniczym, gdzie w latach 1903–1906 zbudowano regularne osiedle 65 willi z ogrodami, z własną elektrownią i wieżą ciśnień (w późniejszym okresie obszar sześciu ulic między ul. Chodkiewicza a Powstańców Wielkopolskich).

### Rozwój dzielnicy koszarowej
Pierwsze koszary w Bydgoszczy powstały w końcu XVIII wieku w miejscu późniejszej Poczty Głównej. Jednak dopiero po wojnie Prus z Francją w 1870 i uzyskaniu reparacji wojennych, rozpoczęła się intensywna budowa koszar w mieście. Zabudowa tego typu zajęła przede wszystkim obszary w północnej części Śródmieścia.
W II połowie XIX w. powstały następujące rejony zabudowy koszarowej:
- kompleks na terenie przylegającym do dworca kolejowego (między ulicami: Sobieskiego, Warszawską, Zygmunta Augusta i Sowińskiego). W 1854 r. wytyczono wojskowy plac ćwiczeń na zachód od ul. Gdańskiej. Następnie po 1870 powstały kompleksy zabudowy przy ul. Warszawskiej 10, Mazowieckiej 28 i Hetmańskiej 33 (ob. gmach Wydziału Zootechnicznego Politechniki Bydgoskiej).
- Kompleks charakterystycznych budynków murowanych, a następnie w konstrukcji szkieletowej wzniesionych w latach 1873–1878 (na zakończeniu ul. Pomorskiej, tzw. „Londynek”).
- koszary na północnych krańcach Śródmieścia, które powstały w latach 1876–1878, rozbudowane w 1885, zajmowane przez pułki artylerii.
- koszary przy ul. Powstańców Warszawy wzniesione w latach 1912–1914 na terenie zajmującym ok. 5,5 ha.

Zespół zabudowy wojskowej uzupełniały m.in. budynki kasyn oficerskich, komendy okręgu oraz położony po wschodniej stronie ul. Gdańskiej, wybudowany w latach 1913–1914 według projektu architektów berlińskich A. Hartmanna i R. Schlenziga gmach Szkoły Wojennej (późniejszy Inspektorat Wsparcia Sił Zbrojnych). Specjalnie pod jej budowę włączono w 1913 w granice administracyjne miasta obszar o powierzchni około 4,5 ha.
Drugim obszarem koszarowym były południowo-zachodnie obrzeża miasta (późniejsze osiedle Błonie zajmujące dawny plac ćwiczeń). W latach 1883–1884 wzniesiono na tym obszarze koszary dla stacjonującego w mieście od 1888 pułku grenadierów konnych.

### Urbanizacja terenów wschodniego Śródmieścia w duchu miasta-ogrodu
W końcu XIX wieku, gdy modernizacji ulegała większa część Bydgoszczy, tworzący tu architekci i radcy miejscy postanowili nowe obszary przeznaczone pod budownictwo mieszkaniowe zurbanizować według nowoczesnych trendów, stosowanych wówczas w Niemczech, Francji i Anglii. Pod zabudowę wybrano wschodni rejon miasta, gdyż tereny na zachód od dworca kolejowego (przedmieścia Okole, Wilczak) użytkowały zakłady przemysłowe.
W ten sposób rejon znajdujący się po wschodniej stronie ul. Gdańskiej i ograniczony późniejszymi ulicami: Krasińskiego, Chodkiewicza i al. Ossolińskich (Hempelscher Felde) zyskał najlepszy w Bydgoszczy projekt urbanistyczny, nawiązujący do koncepcji miasta-ogrodu. Pierwsze plany zagospodarowania pojawiły się w 1896, kolejne w 1903.
Ruch budowlany skupiał się tutaj przede wszystkim w latach 1900–1914. Powstały generalnie w stylu tzw. berlińskiej secesji i modernizmu zwarte ciągi zabudowy czynszowej uzupełnione willami mieszkalnymi oraz gmachami dla oświaty i administracji.
W 1903 wyznaczono Plac Weyssenhoffa i wybiegające zeń promieniście ulice: Powstańców Wielkopolskich, al. Mickiewicza i al. Ossolińskich. Zostały one zaplanowane jako szerokie, dwupasmowe arterie z pasami zieleni pośrodku, obsadzone szpalerami drzew. Na zamknięciu osi kompozycyjnej Al. Mickiewicza zaplanowano kompleks budynków pierwszej wyższej uczelni w Bydgoszczy – Kaiser Wilhelm Institut für Landwirtschaft (1906).
W pierzei północnej al. Mickiewicza wzniesiono w latach 1903–1908 szereg wielkomiejskich kamienic czynszowych. Pośrodku nowej dzielnicy, wzdłuż Al. Mickiewicza założono Park Bismarcka (późniejszy park J. Kochanowskiego). Po zachodniej stronie parku usytuowano gmach miejskiego starostwa powiatowego (1904–1906), zaś po wschodniej budynki oświatowe: Miejską Szkołę Realną (1903/05-1906, późniejszy Wydział Mechatroniki i Instytut Informatyki UKW), Schronisko dla niewidomych (1899–1902, późniejszy zespół przychodni), oraz Męską Szkołę Obywatelską (1910–1911, późniejsze VI Liceum Ogólnokształcące).
W latach 40. i 50. XX w. na tym obszarze zbudowano dwa obiekty kulturalne: Teatr Miejski (1949) i Filharmonię (1958), zlokalizowano Zespół Szkół Muzycznych oraz szkoły średnie. W parkowym i willowym otoczeniu powstała w ten sposób bydgoska dzielnica muzyczna, gdzie skoncentrowane zostały obiekty kulturalne oraz szkoły i uczelnie muzyczne.
Osiedle Sielanka (obecnie obszar między ulicami Markwarta, Al. Ossolińskich, Asnyka, Kopernika i Staszica) zostało zaprojektowane przez Hermanna Stubbena (1912). Plan przewidywał powstanie willowej dzielnicy typu „miasto-ogród” ze zbliżonym do prostokąta placem pośrodku w formie angielskiego skweru. Jednak zabudowa tej dzielnicy powstawała dopiero w latach 20. i 30. XX wieku. Przed I wojną światową zbudowano jedynie 5 z planowanych 50 budynków.

### Przekształcenie zabudowy z poł. XIX w. w duchu wielkomiejskim
W latach 1895–1914 nastąpiła znaczna intensyfikacja i wymiana zabudowy w Śródmieściu, które nabierało wyglądu wielkomiejskiego.
Proces ten przebiegał zwłaszcza wzdłuż ul. Gdańskiej, która stała się w tym czasie główną, reprezentacyjną ulicą miasta, spajającą zarazem dawne tereny mieszkaniowe z nowymi. Powstały przy niej zarówno wielkomiejskie kamienice czynszowe, jak i wille bydgoskich urzędników i przemysłowców, głównie eklektyczne i historyczne, a na początku wieku XX także w stylu berlińskiej secesji lub modernizmu.
Projektowane one były z reguły przez miejscowych architektów: Carla Meyera, Józefa Święcickiego, Karla Bergnera, Paula Böhma, Ericha Lindenburgera, Rudolfa Kerna, Victora Petrikowskiego, niekiedy jednak i berlińskich: Fritza Weidnera (od 1895 mieszkającego w Bydgoszczy), Ernesta Petersa, Heinricha Seelinga i innych.
Wzdłuż reprezentacyjnych ulic wymieniano starą zabudowę z połowy XIX wieku na wysoką wielkomiejską. W ten sposób powstało szereg kamienic nie tylko przy Gdańskiej, ale również przy Focha, Mostowej i w starszej dzielnicy kolejowej. Kamienice trzy- lub czteropiętrowe o bogato zdobionych fasadach zaczęły się pojawiać od ok. 1875, a od 1890 stały się najczęściej spotykanym rodzajem budownictwa miejskiego.
W tym czasie[wymaga weryfikacji?] powstawały nowe świątynie, pomniki, rzeźby, fontanny, szpitale, przytułki i szereg szkół ludowych (14), specjalnych, średnich i wyższych (Instytut Rolniczy i Szkoła Rzemiosł i Przemysłu Artystycznego), domy towarowe, kina i szereg innych obiektów.
Przebudowano dawne miasto lokacyjne, okolice zamku oraz południową i południowo-zachodnią część miasta.
Wzdłuż skarpy pradoliny bydgoskiej powstały parki „górskie” wraz z aleją, z której można było podziwiać miasto z góry (tzw. planty okrężne uzupełniające planty nad Kanałem Bydgoskim i Brdą). W parki te wkomponowano:
- wieżę ciśnień,
- dom dla samotnych kobiet (późniejsze WKU),
- szpital Diakonisek (późniejsze Centrum Pulmonologii),
- katolickie seminarium nauczycielskie (późniejszy Wydział Chemii Politechniki Bydgoskiej),
- dom dla samotnych mężczyzn,
- synagogę (zburzoną w 1940),
- gmach sądu okręgowego,
- wieżę Bismarcka (zburzoną w 1928)

### Śródmieście Bydgoszczy ukształtowane u progu odzyskania niepodległości
Na początku XX wieku nowe centrum Bydgoszczy z reprezentacyjnymi budynkami publicznymi, chętnie porównywano z Berlinem, z uwagi na charakter zabudowy, którą tworzyło zresztą wielu berlińskich architektów lub miejscowych kształconych na berlińskich uczelniach.
Spora cześć mieszkańców mogła korzystać z najnowszych wówczas technicznych udogodnień, takich jak: bieżąca woda, kanalizacja, energia elektryczna, telefon, tramwaj. Do ich dyspozycji były municypalne placówki oświatowe, mające siedziby w specjalnie na te potrzeby zaprojektowanych nowoczesnych budynkach, miejskie szpitale, miejski teatr i małe teatry prywatne, a także kina.
Kamienice i wille przy ulicach Gdańskiej, Dworcowej czy Cieszkowskiego należały przede wszystkim do bogatych kupców lub przedsiębiorców. Podobnie kształtowały się stosunki własnościowe w dzielnicach powstałych na początku XX w. na obszarze wschodniego Śródmieścia, gdzie podobnie jak na osiedlu willowym na Bielawach i Sielance mieszkało wielu urzędników państwowych.
Śródmieście kolejowe (na zachód od ul. Gdańskiej) zamieszkiwane były przede wszystkim przez robotników i drobnych urzędników narodowości niemieckiej. Drobniejsi kupcy i rzemieślnicy tej narodowości, Polacy oraz Żydzi byli natomiast mieszkańcami Starego Miasta.
Robotnicy polskiego pochodzenia zamieszkiwali głównie ówczesne przedmieścia Szwederowo, Okole i Wilczak oraz tereny znajdujące się na granicy tych przedmieść i miasta.
- 1 – Miasto lokacyjne wraz z wyspami: młyńską i dawną zamkową
- 2 – Przedmieście Poznańskie i Chwytowo
- 3 – Przedmieście Gdańskie oraz tereny wzdłuż ulic Gdańskiej, Pomorskiej i Dworcowej zabudowywane w I poł. XIX w.
- 4 – Przedmieście Kujawskie, Babia Wieś i Żupy
- 5 – Grodztwo – nowe centrum administracyjno-oświatowe Bydgoszczy powstałe w latach 1850–1900
- 6 – Friedrich Wilhelm Stadt – rozplanowana w 1853 r. dzielnica „kolejowa”, zabudowa zrealizowana w latach 1870–1900
- 7 – Elizabeth Stadt – rozplanowana w 1853 r. dzielnica przeznaczona głównie dla pracowników kolejowych, zabudowa zrealizowana w latach 1870–1900
- 8 – Hempelscher Felde – dzielnica miasto-ogród, rozplanowana w 1896 i 1903 r., która uzyskała najlepszy w Bydgoszczy projekt urbanistyczny
- 9 – Sielanka – dzielnica miasto-ogród zaprojektowana przez niemieckiego urbanistę Hermanna Stübbena w 1910 r. Realizacja trwała do 1939 r.
- 10 – dzielnica komunalnej zabudowy przemysłowej, gdzie na przełomie XIX/XX w. powstała m.in. gazownia, rzeźnia miejska, znajdował się tam również największy w mieście cmentarz ewangelicki (założony w 1778 r.), obecnie Park Ludowy im. Wincentego Witosa
- 11 – dzielnica koszarowa i zabudowy mieszkaniowej powstała po 1870 r.
- 12 – Okole – dzielnica mieszkaniowo-przemysłowa na Wyspie Kanałowej (niem. Canalwerder, włączona do miasta w 1920 r.)
- 13 – Wilczak – dzielnica mieszkaniowo-przemysłowa wzdłuż ul. Nakielskiej i Kanału Bydgoskiego (włączona do miasta w 1920 r.)
- 14 – osiedle urzędników Bielawy powstałe w latach 1903–1906 według koncepcji miasta-ogrodu
- 15 – planowana nowa dzielnica miasto-ogród Szretery według projektu Josepha Stübbena (1914), zrealizowana według zmodyfikowanych polskich planów urbanistycznych, lecz z nawiązaniem do rozwiązań Stübbena
- 16 – tereny przeznaczone m.in. na koszary i szkołę wojskową, włączone do miasta na pocz. XX wieku
- 17 – przedmieście Szwederowo, włączone do miasta w 1920 r.

## Zabytki

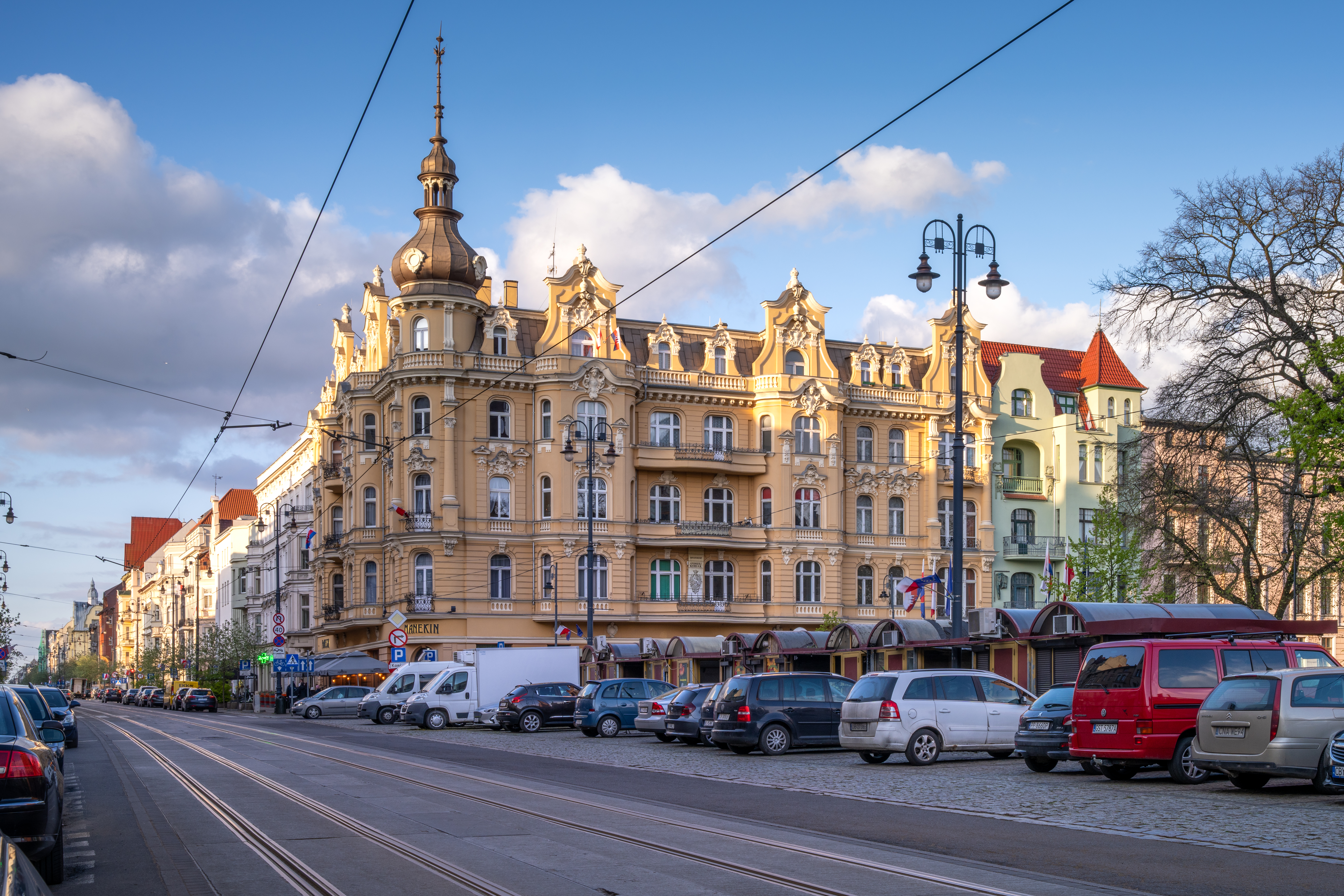
Kamienica pl. Wolności 1 autorstwa Józefa Święcickiego z 1898 r.

W poniższym opisie ograniczono się do tzw. Śródmieścia „właściwego”, a więc z wyłączeniem najstarszej części – Starego Miasta i jego otoczenia.

### Zabudowa stylowa„belle epoque”
Architektura bydgoskiego Śródmieścia jest częścią europejskich zjawisk artystycznych. Można w nim znaleźć przykłady budynków wzniesionych w różnych stylach architektonicznych obecnych w Niemczech II połowy XIX i początku XX w.
Należy podkreślić przy tym, że Bydgoszcz w czasach zaboru pruskiego była pod bardzo dużym wpływem Berlina. Stąd czerpano wzorce, korzystano z usług berlińskich architektów, a część osiadłych w Bydgoszczy budowniczych kształciła się w stołecznych uczelniach.
Jako przykład stylowej (głównie eklektycznej) zabudowy można w Śródmieściu wskazać szereg pierzei ulic: Gdańskiej, Cieszkowskiego, Mickiewicza, Paderewskiego, Zamoyskiego, Dworcowej, Słowackiego, Śniadeckich, św. Trójcy, Królowej Jadwigi i innych.
Na szczególną uwagę zasługuje ul. Gdańska, a także ul. Cieszkowskiego, która jest wizytówką bydgoskich architektów z pocz. XX w.

#### Styl neoklasyczny (1830–1875)
Oparta była na wzorach greckiego antyku. W Bydgoszczy budowle w tym stylu wznoszono od 1850 do ok. 1880. Później formy klasycyzujące łączono z elementami renesansowymi.
Wybrane przykłady zabudowy:
- kamienica ul. Focha 6, wzniesiona w 2. ćw. XIX w.
- kamienica ul. Gdańska 7 wzniesiona w latach 60. XIX w

#### Neorenesans (1875–1890)
W Bydgoszczy w stylu neorenesansowym wznoszono kamienice czynszowe, wśród których wyróżniają się projekty G. Weihe, A. Berndta, A. Rose i H. Brennecke oraz wczesne prace Józefa Święcickiego wykonane razem z Antonem Hoffmannem.
Wybrane przykłady zabudowy:
- kamienice ul. Śniadeckich 39 i 41, wzniesione w latach 1877–1878
- kamienica Stary Rynek 12 róg Batorego, przebudowana w latach 1876–1877, projekt G. Weihe
- kamienica ul. Dworcowa 61, wzniesiona w 1876, projekt G. Weihe,
- kamienice ul. Kwiatowa 7, wzniesiona w latach 1895–1896
- kamienica ul. Sienkiewicza 23, wzniesiona w 1883, projekt H. Brennecke
- kamienica ul. Focha 14, wzniesiona w 1885, projekt A. Berndt
- kamienica ul. Focha 24, wzniesiona w1876, projekt C. Stamphel (przykład renesansu francuskiego)

Wybrane przykłady zabudowy w stylu renesansu północnoeuropejskiego – Alt-Deutschesstil:
- kamienica ul. Długa 12, przebudowana w 1879, projekt C. Stampehl
- kamienica ul. Długa 24, przebudowana w 1885, projekt C. Stampehl
- kamienica Wełniany Rynek 7, wzniesiona w 1889, projekt J. Święcicki
- kamienica ul. Dworcowa 50, wzniesiona około 1895

#### Neogotyk (od 1850 r.)

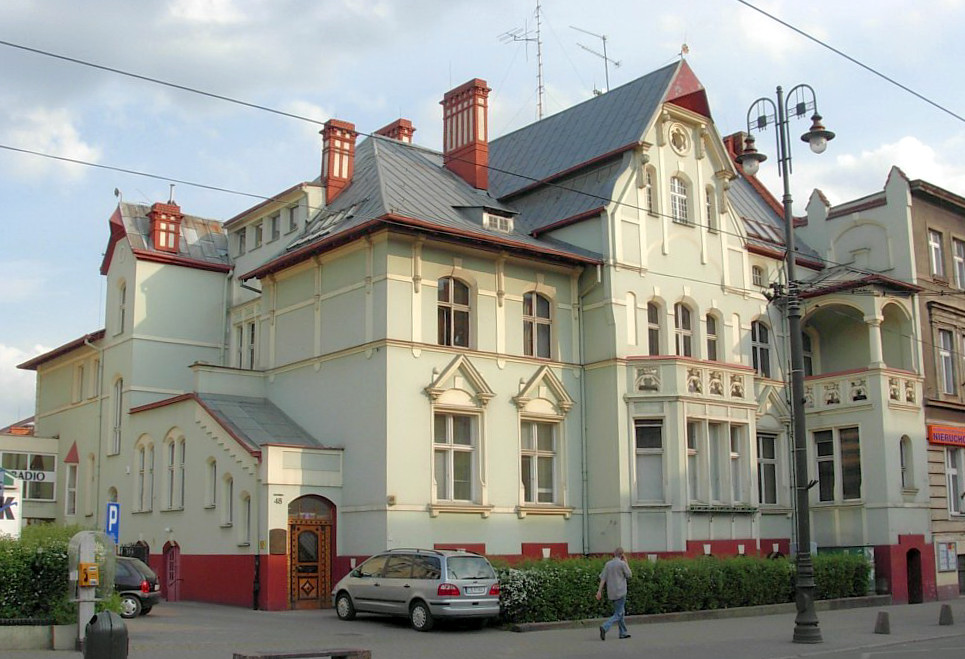
Willa Heinricha Dietza ul. Gdańska 48

Uznawany był za styl narodowy w państwach niemieckich od końca XVIII w. Neogotyk występował głównie w architekturze sakralnej i oficjalnej, co znalazło odzwierciedlenie w zabudowie Śródmieścia.
W Bydgoszczy w nurcie tym wznoszono głównie świątynie ewangelickie i budynki użyteczności publicznej jak na przykład szkoły, szpitale czy poczta. W kamienicach czynszowych występują jedynie motywy neogotyckie łączone z innymi.
Wybrane przykłady zabudowy kamienic ze stylizowanymi formami gotyckimi:
- kamienica ul. Dworcowa 54, wzniesiona w 1893, projekt J. Święcicki
- kamienica ul. Gdańska 69, wzniesiona w latach 1896–1897, projekt J. Święcicki
- willa ul. Gdańska 48, wzniesiona w latach 1897–1898, projekt H. Seeling

#### Neobarok (1890–1900)
W Bydgoszczy budowle neobarokowe wznoszono w ostatnim dziesięcioleciu XIX w. Za bydgoskiego mistrza neobaroku uznaje się miejscowego architekta Józefa Święcickiego.
Wybrane przykłady zabudowy.
projekty J. Święcickiego:
- kamienica ul. Gdańska 63 róg Cieszkowskiego, wzniesiona w latach 1896–1897
- kamienica ul. Gdańska 93, wzniesiona w latach 1895–1896
- kamienica ul. Stary Port 1–3, wzniesiona w latach 1893–1895
- kamienica ul. Wełniany Rynek 2, wzniesiona w latach 1896–1897
- kamienica pl. Wolności 1, wzniesiona w latach 1896–1898

projekty innych architektów:
- kamienica ul. Krasińskiego 9, wzniesiona w 1896, projekt K. Bergner
- kamienica ul. Pomorska 62, wzniesiona w latach 1895–1896
- willa ul. Gdańska 119, wzniesiona w latach 1895–1896, projekt F. Weidner
- kamienica ul. Wileńska 9, wzniesiona w 1895, projekt Karl Bergner

#### Historyzm malowniczy (1895–1905)
Historyzm malowniczy czerpał jeszcze motywy z budowli historycznych, ale w kompozycji fasad widoczna jest asymetria, wielość i niepowtarzalność form przestrzennych. W Bydgoszczy budowle w tym stylu wznoszono na przełomie XIX i XX w., głównie według projektów Fritza Weidnera i Paula Böhma.
Wybrane przykłady kamienic w Bydgoszczy.
projekty Fritza Weidnera:
- kamienice ul. Gdańska 28, 79 i 91, wzniesione w latach 1897–1898
- kamienica ul. Cieszkowskiego 22, wzniesiona w 1898
- kamienica ul. Gdańska 79, wzniesiona w 1898

projekty Paula Böhma:
- kamienice ul. Królowej Jadwigi 2 i 4, wzniesione w latach 1900–1901
- kamienica ul. Cieszkowskiego 3, wzniesiona w latach 1899–1901
- kamienica pl. Weyssenhoffa 5, wzniesiona w latach 1908–1909

projekty Józefa Święcickiego:
- kamienice ul. Cieszkowskiego 4 i 8, wzniesione w 1900
- kamienica ul. Jagiellońska 69

Kamienice wzbogacone dekoracją secesyjną:
- kamienica ul. Libelta 10, wzniesiona w latach 1901–1902
- kamienice ul. Cieszkowskiego 13–15, wzniesione w latach 1902–1903, projekt F. Weidner
- kamienice ul. Cieszkowskiego 10 i 12, wzniesione w latach 1902–1903, projekt R. Kern

#### Secesja (1900–1910)
Architektura secesji, była pierwszym stylem architektonicznym, który z założenia miał zrywać z historyzmem. Kompozycja fasad stała się asymetryczna, otwarta, podkreślano kierunki pionowe i płaszczyzny. Elementom architektonicznym nadano faliste linie oraz wprowadzono nowe motywy dekoracyjne.
W Bydgoszczy wyróżniają się projekty Rudolfa Kerna, Ericha Lindenburgera i Fritza Weidnera.
Wybrane przykłady zabudowy w Bydgoszczy:
projekty R. Kerna
- kamienice ul. Mickiewicza 1, 5, 7 i 9, wzniesione w latach 1903–1907
- kamienica ul. Słowackiego 1, wzniesiona w 1905
- kamienica ul. Gdańska 24, wzniesiona w latach 1906–1907

projekty E. Lindenburgera
- kamienica ul. Mickiewicza 3, wzniesiona w latach 1905–1907
- kamienica pl. Weyssenhoffa 3, wzniesiona w latach 1905–1907

projekty F. Weidnera
- kamienica ul. Śniadeckich 29, wzniesiona w 1902
- kamienica ul. Gdańska 42 róg Śniadeckich, wzniesiona w 1905

#### Styl Landhaus (1906–1914)
Styl Landhaus opierał się na idei angielskiego domu wiejskiego przeniesionej na grunt niemiecki.
W Bydgoszczy pierwsza kamienica w tym stylu powstała w 1906, zaprojektowana przez Fritza Weidnera.
Wybrane przykłady zabudowy:
- kamienica ul. Gdańska 34, 1906, F. Weidner
- kamienica ul. Kołłątaja 1 róg Libelta, 1909, F. Weidner
- kamienica ul. Dworcowa 19, 1909 r., F. Weidner
- kamienice ul. Kwiatowa 15–17, Sienkiewicza 30, 1911–1912, G. Baesler
- kamienica ul. 20 Stycznia 1920 r. 21, 1912–1913, G. Baesler
- kamienica ul. 20 Stycznia 1920 r. 25, 1913, J. Cornelius

#### Klasycyzujący barok (1905–1914)
Styl bardzo popularny w Prusach od początku XX w. do II wojny światowej, w Bydgoszczy występował na początku XX w.
Wybrane przykłady zabudowy:
- kamienica ul. Gdańska 51, 1903, C. Rose
- kamienica ul. 20 Stycznia 1920 r. 5, 1906, C. Meyer
- kamienica ul. Dworcowa 73 i 75, O. Müller
- kamienica ul. św. Trójcy 35, 1912–1913, Th. Patzwald

#### Styl elegancki (od 1900 r.)
Styl, w którym pojawiła się tendencja do uproszczeń i przystosowywania spuścizny historycznej do wymogów współczesności. Wysmakowane detale architektoniczne zdobiły już tylko portale i zwieńczenia budynków.
Wybrane przykłady zabudowy:
- kamienica ul. 20 Stycznia 1920 r. 24, wzniesiona w 1911, projekt R. Kern
- kamienica ul. Zamojskiego 11 i 15, wzniesiona w latach 1910–1911, projekt R. Kern
- kamienica ul. 20 Stycznia 1920 r. 23, wzniesione w latach 1912–1913, projekt G. Baesler
- kamienica ul. Chodkiewicza 18, wzniesiona w 1911
- kamienica ul. Świętojańska 2, wzniesiona w latach 1911–1912, projekt P. Sellner
- kamienica ul. Gdańska 95, wzniesiona w latach 1912–1913, projekt P. Sellner
- kamienica ul. Zamojskiego 6, wzniesiona około 1910, projekt V. Petrikowski

#### Wczesny modernizm klasycyzujący (1910–1914 r.)
modernizm charakteryzował się dążeniem do uproszczenia i zgeometryzowania form elewacji; formę klasyczną rozumiano jako zasady prostoty, logiki i oszczędności środków wyrazu.
Wybrane przykłady zabudowy:
- kamienica ul. Gdańska 62, wzniesiona w latach 1910–1911, projekt A. Schleusener
- kamienica pl. Teatralny 6, wzniesiona w 1912, projekt H. Gross
- kamienica ul. św. Trójcy 30, wzniesiona w latach 1911–1912
- kamienica ul. Dworcowa 67, wzniesiona w latach 1912–1913, projekt O. Walter
- kamienica ul. Krasińskiego 2, wzniesiona w 1912, projekt J. Knüpfer

### Świątynie
| Obiekt                                    | Adres                          | Lata budowy | Styl arch.          | Nr rej. zab.           | Uwagi | Zdjęcie |
| Kościół Klarysek                          | Gdańska 2                      | 1582–1645   | gotyk, renesans     | 60/31 A z 31.03.1931   | Pierwotnie kościół konwentualny bydgoskiego klasztoru klarysek (1615–1835). Jego prezbiterium stanowi zaadaptowany kościół św. Ducha, wzniesiony w latach 1582–1602. Po kasacji zakonu przez władze pruskie świątynię wykorzystywano jako magazyn, zakład oczyszczania miasta (1863), remizę straży pożarnej (1875), pogotowie ratunkowe, a w części zachodniej jako wagę miejską. W 1920 r. przeznaczono go z powrotem na cele sakralne, jako filię fary. Od 1951 r. jest kościołem rektorskim, od 1972 r. akademickim, a od 1993 r. zakonnym Kapucynów. |         |
| Kościół Zmartwychwstania Pańskiego        | Jana i Jędrzeja Śniadeckich 36 | 1864        | neogotyk            |                        | Pierwotnie dom modlitwy Zjednoczenia Apostolskiego (irwingianów); od 1946 świątynia parafialna Kościoła Polskokatolickiego pw. Zmartwychwstania Pańskiego. |         |
| Kościół Świętych Apostołów Piotra i Pawła | pl. Wolności 5                 | 1872–1878   | eklektyzm, neogotyk | A/62 z 5.10.1971       | W latach 1878–1945 zbór ewangelicko-unijny; w 1945 r. przekazany do użytku katolikom; od 1946 r. jest kościołem parafialnym; W ołtarzu głównym znajduje się obraz Niepokalane Poczęcie NMP (1850), autorstwa Maksymiliana Piotrowskiego, pochodzący z dawnego kościoła pojezuickiego. |         |
| Kościół Ewangelicko-Metodystyczny         | Pomorska 41                    | 1883        | neogotyk            |                        | W latach 1883–1945 zbór baptystów; w 1946 r. przekazany do użytku bydgoskiej parafii Ewangelicko-Metodystycznej. W latach 1966–1968 został odnowiony, dzięki pomocy finansowej Światowej Rady Kościołów w Genewie. |         |
| Kościół Zbawiciela                        | pl. Zbawiciela                 | 1896–1897   | neogotyk            | A/897 z 7.11.2005      | Zbudowany według projektu arch. Heinricha Seelinga, dla zboru ewangelicko-unijnego w Śródmieściu; w 1945 r. przekazany bydgoskiej parafii ewangelicko-augsburskiej. Przed kościołem znajduje się rzeźba Chrystusa Zbawiciela z około 1820 r. – kopia dzieła Bertela Thorvaldsena z Kopenhagi. |         |
| Kościół Miłosierdzia Bożego               | Nakielska 68                   | 1905–1906   | neogotyk            | A-507/1 z 10.06.1998   | W latach 1906–1945 świątynia parafialna kościoła ewangelicko-unijnego na bydgoskim osiedlu Wilczak, Miedzyń i Prądy. W 1945 r. przekazana do użytku katolikom; od 1946 r. jest kościołem parafialnym. |         |
| Kościół Najświętszego Serca Pana Jezusa   | pl. Piastowski 5               | 1910–1913   | neobarok            | A/86 z 10.12.1971      | Świątynia wybudowana na koszt rządu pruskiego dla katolików niemieckich, zamieszkujących Śródmieście Bydgoszczy. Od 1924 r. kościół parafialny dla katolików polskich i niemieckich (nabożeństwa niemieckie zlikwidowano 17 lutego 1924 r.) |         |
| Kościół Świętej Trójcy                    | Świętej Trójcy 26              | 1910–1912   | neobarok            | A/84 z 20.09.1971      | Świątynia wybudowana ze składek społeczeństwa Bydgoszczy i okolic (69%) oraz środków kurii archidiecezji gnieźnieńskiej (28%) dla katolików polskich, zamieszkujących Bydgoszcz. Od 1924 r. kościół parafialny. |         |
| Kościół św. Wojciecha                     | Kanałowa 6                     | 1912–1913   | neobarok            | A/1354 z 26.02.2008    | W latach 1913–1945 świątynia parafialna kościoła ewangelicko-unijnego pw. św. Jana Apostoła na bydgoskim osiedlu Okole. W 1945 r. przekazana do użytku katolikom; od 1946 r. jest kościołem parafialnym. |         |
| Bazylika św. Wincentego à Paulo           | al. Ossolińskich 2             | 1925–1939   | klasycyzm, neobarok | A/468/1-2 z 30.05.1996 | Świątynia parafialna i zakonna (Zgromadzenie Misji z Krakowa); wotum społeczeństwa bydgoskiego za odzyskanie niepodległości w 1918 r.; zbudowana na wzór rzymskiego Panteonu. Jest największym kościołem bydgoskim, mogącym pomieścić 12 tysięcy osób. W 1997 r. podniesiona do godności Bazyliki Mniejszej przez papieża Jana Pawła II. |         |

### Gmachy użyteczności publicznej

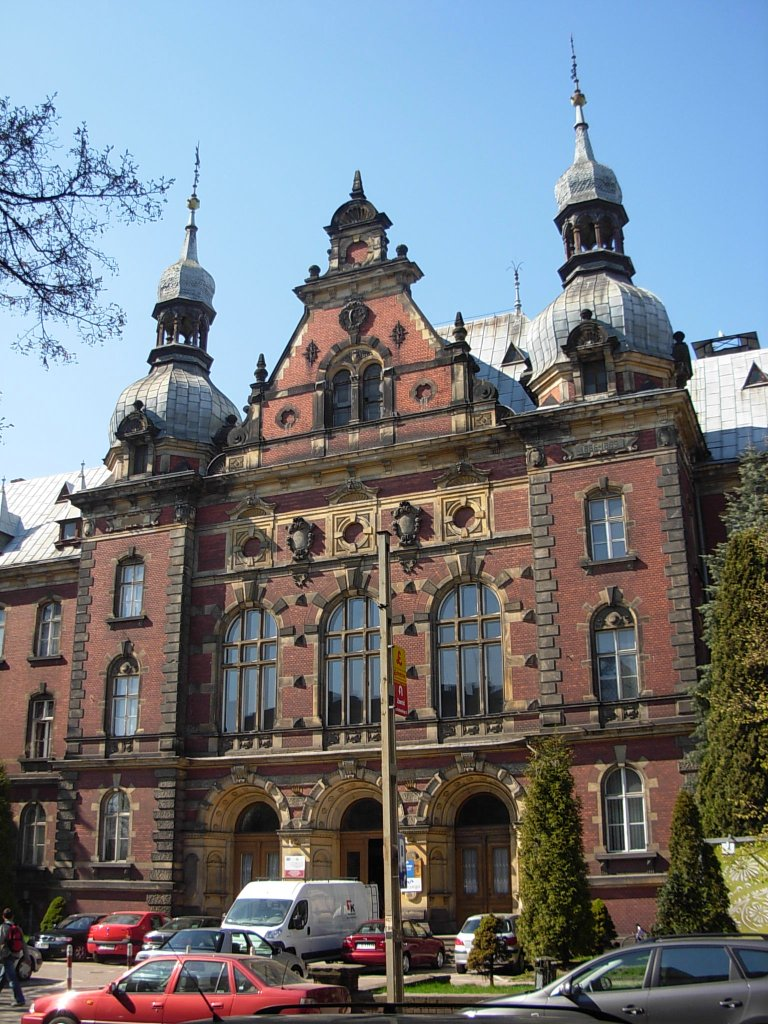
Była Dyrekcja Kolei Wschodniej (1889)

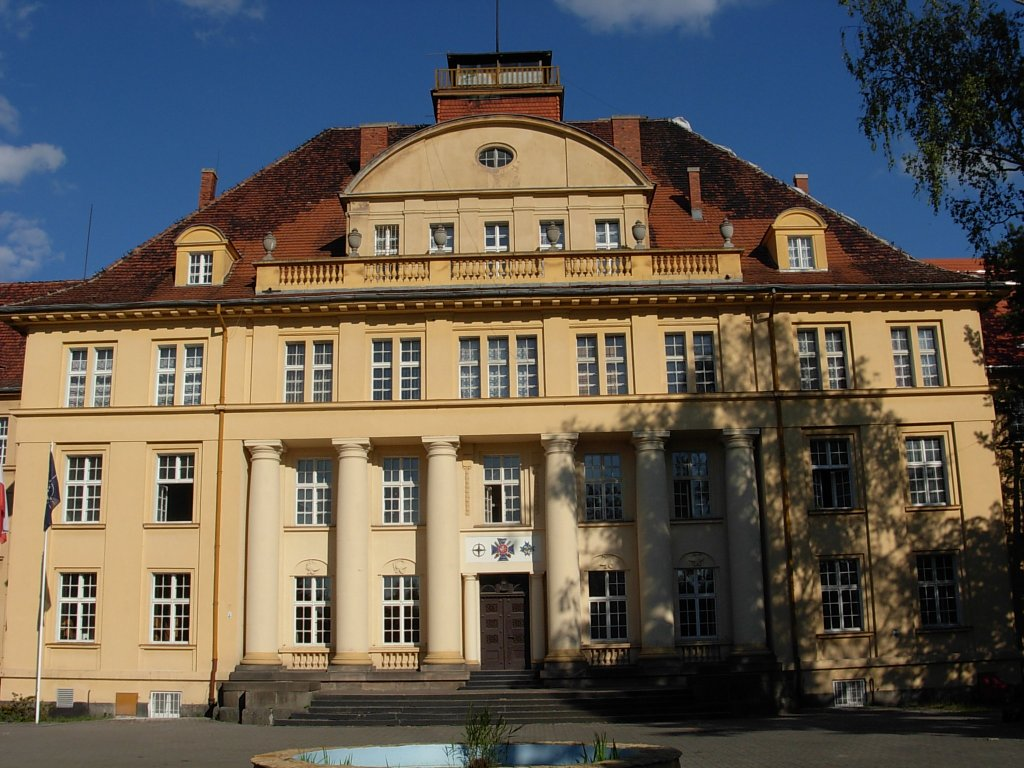
Była Szkoła Wojenna (1913) – ob. Inspektorat Wsparcia Sił Zbrojnych

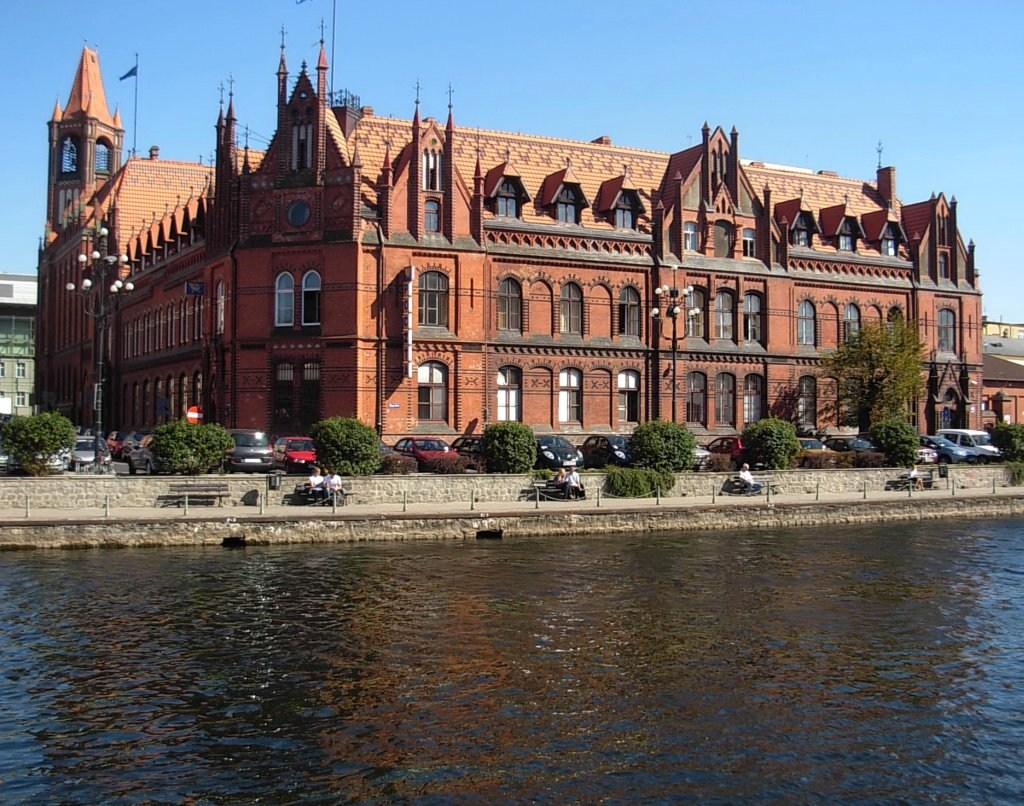
Gmach Poczty Głównej (1896)

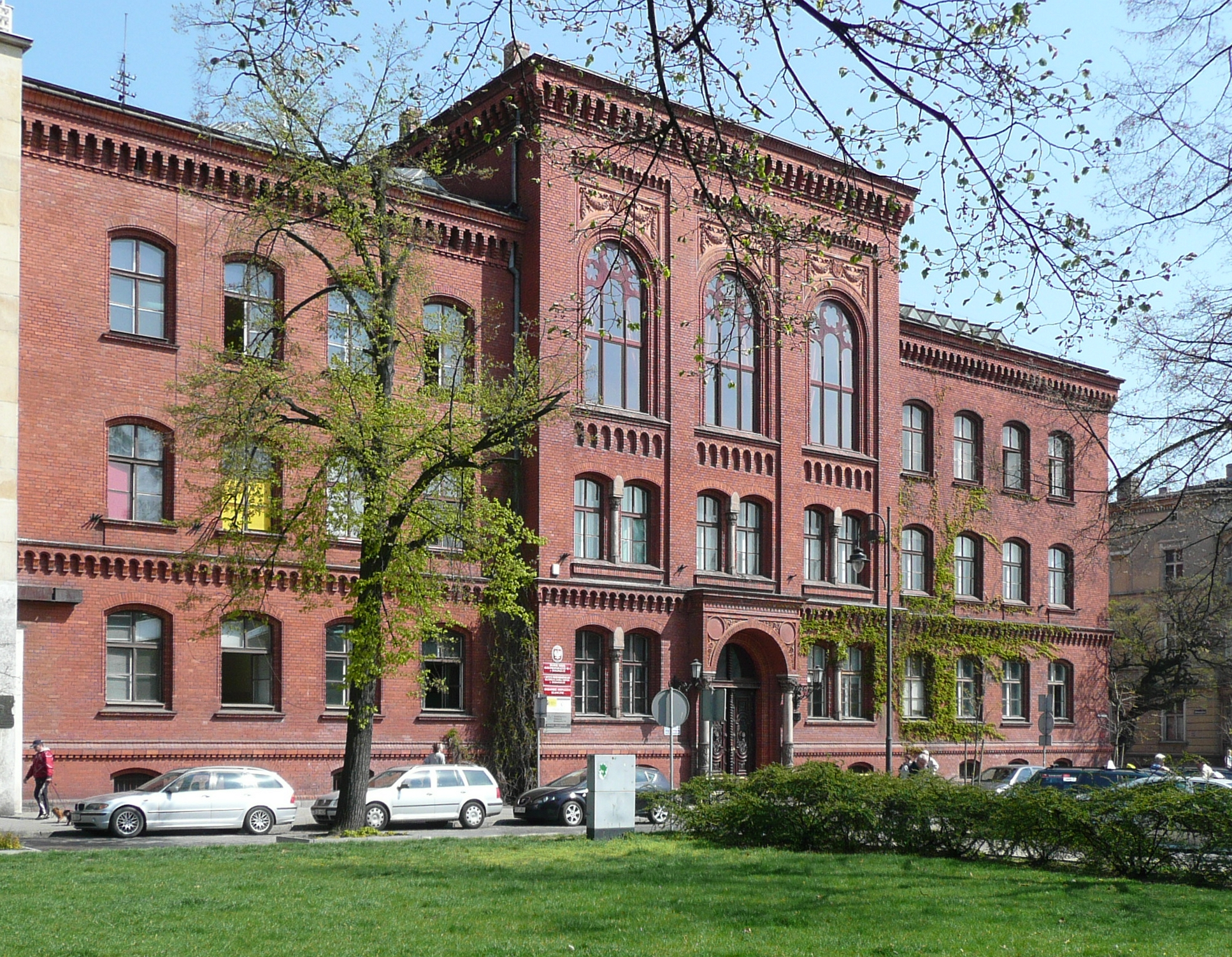
Byłe gimnazjum królewskie (1885) – ob. I LO

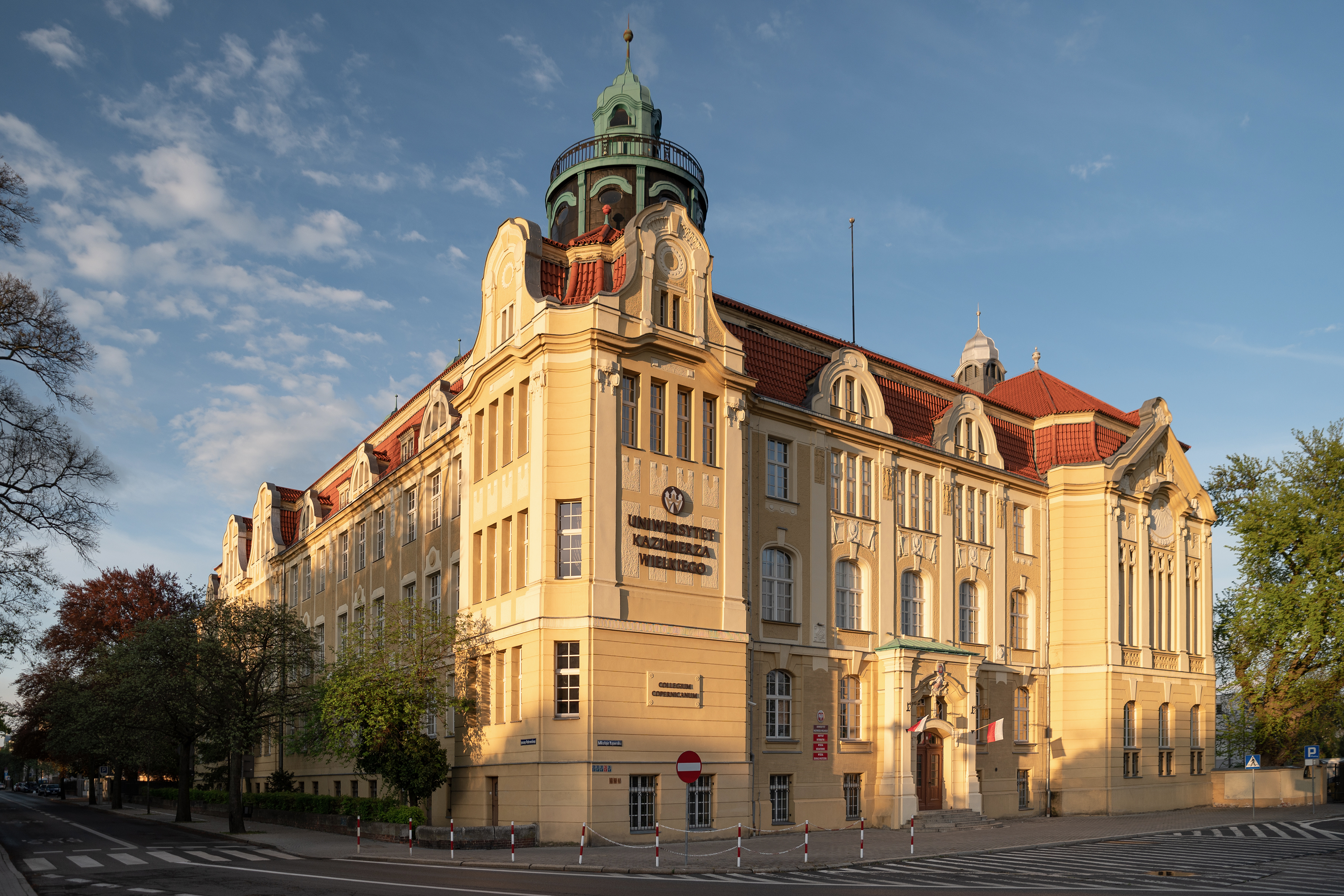
Copernicanum (1906)

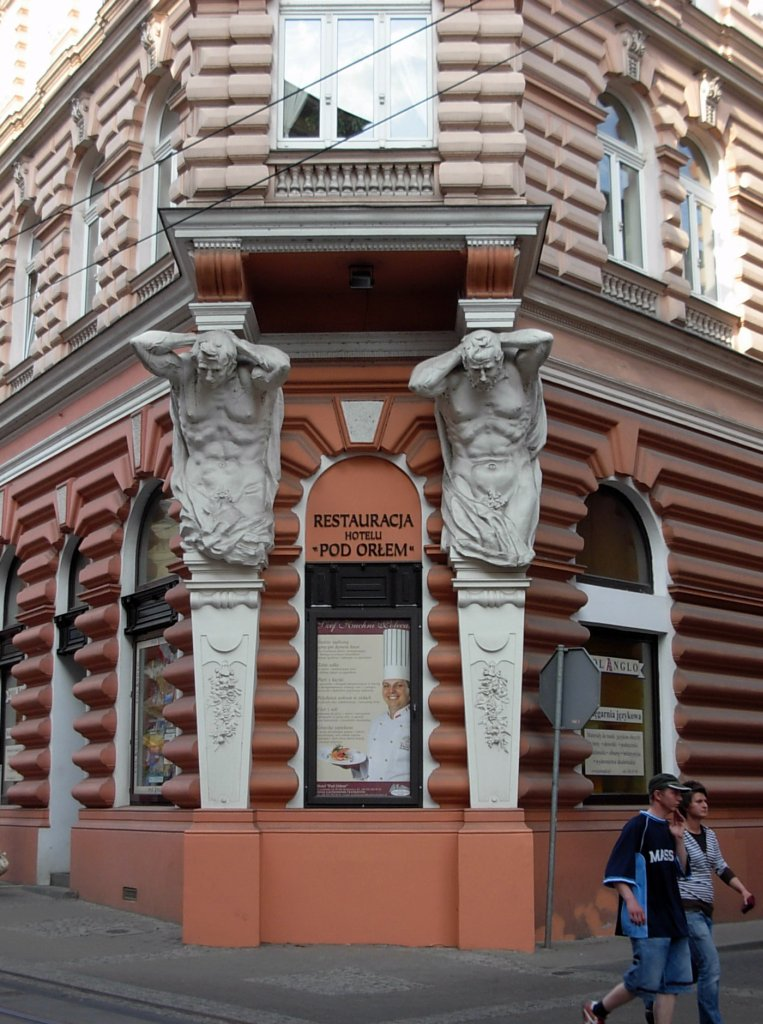
Rzeźby atlantów na Hotelu „Pod Orłem” (1896)

#### Administracyjne
- gmach Urzędu Wojewódzkiego (ul. Jagiellońska 3) – wzniesiony w latach 1834–1836 przy współudziale Karola Fryderyka Schinkla trzypiętrowy gmach, siedziba władz regencyjnych, obecnie Urząd Wojewódzki,
- budynek Akademii Muzycznej im. Feliksa Nowowiejskiego (ul. Słowackiego 7) – neobarokowy gmach zbudowany w latach 1904–1906 jako siedziba władz powiatu miejskiego. Elewacja oscyluje między stylem historycznym a secesją. Fronton zdobi orzeł stanisławowski z insygniami królewskimi,
- Gmach Sądu Okręgowego w Bydgoszczy (ul. Wały Jagiellońskie) – wzniesiony w latach 1903–1906 według projektu rządowego radcy budowlanego de Bruyn, posiada wieżę o wysokości 44 m,
- gmach Poczty Głównej (ul. Jagiellońska 6) – zbudowany w stylu neogotyckim w latach 1883–1899,
- gmach Dawnej Dyrekcji Kolei Wschodniej (ul. Dworcowa 63), trzykondygnacyjny gmach zbudowany w latach 1886–1889 w stylu manieryzmu niderlandzkiego. Odznacza się trzema ryzalitami o ozdobnych szczytach, dwiema wieżyczkami oraz bogatym wystrojem kamieniarskim,
- gmach Szkoły Wojennej (ul. Gdańska 190) – zbudowany w latach 1912–1914 z przeznaczeniem na Szkołę Wojenną. W latach 1945–2007 dowództwo Pomorskiego Okręgu Wojskowego, od 2007 Inspektorat Wsparcia Sił Zbrojnych,
- gmach Archiwum Państwowego (ul. Dworcowa 65) – wzniesiony w 1871 pierwotnie jako budynek administracyjno-mieszkalny fabryki Theodora i Adolfa Wulffów, a po jej likwidacji przeznaczony na cele administracyjne.
- budynek administracyjny Gazowni Miejskiej (ul. Jagiellońska 42) – wzniesiony w latach 1905–1906 według projektu Carla Meyera,
- budynki administracyjne Rzeźni Miejskiej (ul. Jagiellońska 41–47) – wzniesione w l. 1890–1911 według projektu Carla Meyera.

#### Oświatowe
- zespół obiektów Instytutów Rolniczych (pl. Weyssenhoffa 11, al. Ossolińskich 12 i ul. Powstańców Wlkp 2) – wzniesione w latach 1903–1906 dla powołanego w Bydgoszczy w 1902 Instytutu Rolniczego im. cesarza Wilhelma,
- budynek Technikum Mechanicznego (ul. św. Trójcy 37) – neobarokowy, wzniesiony w latach 1910–1911 według projektu budowniczych miejskich O. Brecha i C. Meyera dla Królewskiej Szkoły Rzemiosł i Przemysłu Artystycznego (szkoły wyższej w l. 1916–1920), kiedyś bezpośrednio nad kanałem bydgoskim,
- budynek I Liceum Ogólnokształcącego (pl. Wolności 9) – wzniesiony w latach 1875–1877 według projektu radcy budowlanego Heinricha Kocha i inspektora budowlanego Juliusa Winchenbacha dla gimnazjum królewskiego,
- budynek Seminarium Duchownego (ul. Grodzka 10) – wzniesiony w 1858, z przeznaczeniem dla miejskiej szkoły realnej, rozbudowany o skrzydło wschodnie w 1908,
- budynek Copernicanum (ul. Staszica 6) – wzniesiony w latach 1905–1906 według projektu berlińskiej spółki architektonicznej Carla Zaara i Rudolfa Vahla dla miejskiej szkoły realnej,
- budynek VI Liceum Ogólnokształcącego (ul. Staszica 4) – wzniesiony w latach 1910–1911 według projektu architekta miejskiego Otto Brecha i miejskiego radcy budowlanego Carla Meyera, rozbudowany do 1916 m.in. o dostawioną od wschodu aulę,
- budynek Zespołu Szkół Plastycznych (ul. Konarskiego 2–4) – wzniesiony w latach 1875–1878 z przeznaczeniem dla szkoły obywatelskiej dla dziewcząt,
- budynek Zespołu Szkół Gastronomicznych (ul. Konarskiego 5) – wzniesiony w latach 1882–1884 z przeznaczeniem dla wyższej szkoły dla dziewcząt,
- budynek Ewangelickiego Seminarium Nauczycielskiego (ul. Bernardyńska 6) – wzniesiony w 1870 (późniejszy Wydział Rolniczy Politechniki Bydgoskiej),
- budynek Katolickiego Seminarium Nauczycielskiego (ul. Seminaryjna 3) – wzniesiony w latach 1905–1908 (późniejszy Wydział Chemii Politechniki Bydgoskiej),
- budynek Johannisschule (ul. Świętojańska 70) – wzniesiony w latach 1887–1888,
- budynek Kaiserschule (pl. Kościeleckich 8) – wzniesiony w latach 1891–1893,
- budynek Karlschule (ul. Sowińskiego 5) – wzniesiony w latach 1897–1898 (późniejsze Szkolne Schronisko Młodzieżowe),
- budynek Hippelschule (ul Kordeckiego 20–22) – wzniesiony w latach 1901–1907 (późniejsze budynki Politechniki Bydgoskiej),
- budynek szkoły ludowej (ul. Nowogrodzka 3) – wzniesiony w 1879 (późniejsze III LO)
- budynek Szkoły dla Niewidomych (ul. Krasińskiego 10) – wzniesiony w latach 1870–1872 według projektu miejscowego radcy budowlanego Fritza Mullera, rozbudowany o skrzydła boczne w latach 1906–1909 (późniejszy Ośrodek Szkolno-Wychowawczy im. Louisa Braille'a),
- budynek Schroniska dla Niewidomych (ul. Kołłątaja 9) – wzniesiony w latach 1899–1902 według projektu bydgoskiego architekta Carla Bergnera.

#### Kulturalne
- budynek Muzeum Okręgowego (ul. Gdańska 4, d. klasztor Klarysek) – wzniesiony w latach 1615–1618, od 1835 do 1937 (po wcześniejszej przebudowie) – szpital miejski. Od 1949 siedziba Muzeum Okręgowego im. Leona Wyczółkowskiego,
- Radio Pomorza i Kujaw (ul. Gdańska 48–50) – eklektyczny budynek z lat 1896–1897 w formie klasycyzującego pałacu,
- Teatr Polski (al. Mickiewicza) – oddany do użytku jesienią 1949,
- Filharmonia Pomorska (ul. Libelta 4) – budynek wzniesiony w latach 1954–1958. Posiada dwie sale koncertowe, dla 920 osób oraz mniejszą dla 300 osób,
- budynek Wojewódzkiego Ośrodka Kultury „Stara Ochronka” (dawny przytułek dla niemowląt, pl. Kościeleckich 6) – wzniesiony w latach 1908–1909, zaprojektowany przez Carla Meyera.

#### Obiekty służby zdrowia i opieki społecznej
- szpital garnizonowy (ul. Jagiellońska 15) – wzniesiony w latach 1850–1852 (przebudowany po 1945), obecnie budynek administracyjno-oświatowy CM UMK),
- szpital dziecięcy św. Floriana (ul. św. Floriana 10–12) – wzniesiony w 1886 (późniejszy Wojewódzki Szpital Obserwacyjno-Zakaźny),
- dom dla samotnych mężczyzn (ul. Grudziądzka 43) – wzniesiony w 1884 u podnóża Wzgórza Wissmanna jako Bürgerhospital (czyli „szpital mieszczański”, ob. budynek mieszkalny),
- dom dla samotnych kobiet (ul. Szubińska 1) – wzniesiony w 1884 jako Zakład Ludwiki (Luisenstift, ob. Wojskowa Komenda Uzupełnień),
- szpital Diakonisek (ul. Seminaryjna 1) – wzniesiony na Wzgórzu Książęcym w latach 1884–1885 z fundacji Louisy Giese-Rafalskiej (jako Diakonissenanstalt, ob. Centrum Pulmonologii),
- dom starców (ul. Grudziądzka 45) – wzniesiony w latach 1927–1928 (późniejszy Sąd Rejonowy),
- sierociniec miejski (ul. Traugutta 5) – wzniesiony w latach. 1905–1907 z fundacji bydgoskiego radcy budowlanego Heinricha Dietza według projektu Carla Meyera (późniejszy Bydgoski Zespół Placówek Opiekuńczo-Wychowawczych),
- budynek sierocińca (ul. Chodkiewicza 32) – wzniesiony w 1914 r. jako drugi w Bydgoszczy Dom Sierot, w latach 1923–1936 Internat Kresowy, po 1945 w gestii policji.

#### Domy towarowe
- dom towarowy Conitzer & Sohne (róg ul. Dworcowej i Gdańskiej) – zbudowany w 1911 według projektu C. Waltera. Modernistyczny (ob. PDT „Jedynak”),
- dom towarowy (Pl. Teatralny 4) – zbudowany w 1911 według projektu Fritza Weidnera (obecnie siedziba Pekao SA),
- dom towarowy M. Siuchnińskiego i R. Stobieckiego (Stary Rynek 20) – zbudowana w 1911 secesyjna kamienica,
- miejska hala targowa (ul. Podwale róg Magdzińskiego) – wzniesiona w 1904 na miejscu rozebranej starej fary ewangelickiej (1787) według planów berlińskiej spółki architektonicznej Boswau & Knauer,

#### Hotele
- hotel „Pod Orłem” (ul. Gdańska 14) – zbudowany w latach 1894–1896 według projektu arch. Józefa Święcickiego. Eklektyczny, elewacje o bogatej dekoracji sztukatorskiej, z kamiennymi rzeźbami figuralnymi. Gościł wielu sławnych ludzi,
- hotel „Ratuszowy” (ul. Długa 37) – powstały w 1882 w przebudowanej XVIII-wiecznej kamienicy (dawny Hotel Lengning),
- hotel „Asystenta” (ul. Dworcowa 79) – powstały w 1889 w kamienicy z 1870 (dawny Schliep’s Hotel, Metropol),
- hotel „Centralny” (ul. Dworcowa 89) – powstały w 1901 r. w kamienicy z 1876 (dawny Hotel Viktoria)

### Pomniki
- Pomnik Łuczniczki (przed Teatrem Polskim, w parku im. J. Kochanowskiego) – dwumetrowej wysokości posąg uznawany za symbol Bydgoszczy. Dzieło Berlińskiego rzeźbiarza Ferdynanda Lepckego (1910)
- pomnik „Wędrowca” (przy skrzyżowaniu ul. Gdańskiej, Pomorskiej i Dworcowej)
- pomnik Mariana Rejewskiego (przy skrzyżowaniu ul. Gdańskiej i Śniadeckich) – ustawiona w 2005 rzeźba pochodzącego z Bydgoszczy Rejewskiego, który złamał szyfr Enigmy
- pomnik Andrzeja Szwalbego (przed Filharmonią Pomorską) – ustawiona w 2006 rzeźba wybitnego animatora kulturalnego Bydgoszczy
- Fontanna Potop – wielofigurowa kompozycja rzeźbiarska